# Tournoi de tennis d'Indian Wells (Challenger)
Ne doit pas être confondu avec Tournoi de tennis d'Indian Wells.
Le tournoi d'Indian Wells est un tournoi international de tennis féminin en catégorie WTA 125 et masculin en catégorie Challenger. Créé en 2018, il se dispute sur dur en extérieur à la fin février, durant la semaine précédant le Masters d'Indian Wells, qui est classé en catégorie Masters 1000 et Premier Mandatory. Il fait partie de l'Oracle Challenger Series qui permet de déterminer deux joueurs et joueuses Américains obtenant des invitations pour disputer le tournoi principal d'Indian Wells.

## Palmarès dames

### Simple
| No | Date       | Nom et lieu du tournoi                              | Catégorie | Dotation  | Surface    | Vainqueure         | Finaliste           | Score         |         |
| -- | ---------- | --------------------------------------------------- | --------- | --------- | ---------- | ------------------ | ------------------- | ------------- | ------- |
| 1  | 26-02-2018 | Oracle Challenger Series, Indian Wells              | WTA 125   | 140 000 $ | Dur (ext.) | Sara Errani        | Kateryna Bondarenko | 6-4, 6-2      | Tableau |
| 2  | 25-02-2019 | Oracle Challenger Series, Indian Wells              | WTA 125   | 150 000 $ | Dur (ext.) | Viktorija Golubic  | Jennifer Brady      | 3-6, 7-5, 6-3 | Tableau |
| 3  | 02-03-2020 | Oracle Challenger Series Indian Wells, Indian Wells | WTA 125   | 150 000 $ | Dur (ext.) | Irina-Camelia Begu | Misaki Doi          | 6-3, 6-3      | Tableau |

### Double
| No | Date       | Nom et lieu du tournoi                             | Catégorie | Dotation  | Surface    | Vainqueures                       | Finalistes                       | Score     |         |
| -- | ---------- | -------------------------------------------------- | --------- | --------- | ---------- | --------------------------------- | -------------------------------- | --------- | ------- |
| 1  | 26-02-2018 | Oracle Challenger Series Indian Wells              | WTA 125   | 140 000 $ | Dur (ext.) | Taylor Townsend Yanina Wickmayer  | Jennifer Brady Vania King        | 6-4, 6-4  | Tableau |
| 2  | 25-02-2019 | Oracle Challenger Series Indian Wells              | WTA 125   | 150 000 $ | Dur (ext.) | Kristýna Plíšková Evgeniya Rodina | Taylor Townsend Yanina Wickmayer | 7-67, 6-4 | Tableau |
| 3  | 02-03-2019 | Oracle Challenger Series Indian Wells Indian Wells | WTA 125   | 150 000 $ | Dur (ext.) | Asia Muhammad Taylor Townsend     | Catherine McNally Jessica Pegula | 6-4, 6-4  | Tableau |

## Palmarès messieurs

### Simple
| No | Date       | Nom et lieu du tournoi                 | Catégorie  | Dotation  | Surface    | Vainqueur     | Finaliste     | Score    |  |
| -- | ---------- | -------------------------------------- | ---------- | --------- | ---------- | ------------- | ------------- | -------- |  |
| 1  | 26-02-2018 | Oracle Challenger Series, Indian Wells | Challenger | 150 000 $ | Dur (ext.) | Martin Kližan | Darian King   | 6-3, 6-3 |  |
| 2  | 25-02-2019 | Oracle Challenger Series, Indian Wells | Challenger | 162 480 $ | Dur (ext.) | Kyle Edmund   | Andrey Rublev | 6-3, 6-2 |  |
| 3  | 02-03-2020 | Oracle Challenger Series, Indian Wells | Challenger | 162 480 $ | Dur (ext.) | Steve Johnson | Jack Sock     | 6-4, 6-4 |  |

### Double
| No | Date       | Nom et lieu du tournoi                 | Catégorie  | Dotation  | Surface    | Vainqueurs                       | Finalistes                       | Score             |  |
| -- | ---------- | -------------------------------------- | ---------- | --------- | ---------- | -------------------------------- | -------------------------------- | ----------------- |  |
| 1  | 26-02-2018 | Oracle Challenger Series, Indian Wells | Challenger | 150 000 $ | Dur (ext.) | Austin Krajicek Jackson Withrow  | Evan King Nathan Pasha           | 63-7, 6-1, [11-9] |  |
| 2  | 25-02-2019 | Oracle Challenger Series, Indian Wells | Challenger | 162 480 $ | Dur (ext.) | Juan Cruz Aragone Marcos Giron   | Darian King Hunter Reese         | 6-4, 6-4          |  |
| 3  | 02-03-2020 | Oracle Challenger Series, Indian Wells | Challenger | 162 480 $ | Dur (ext.) | Denis Kudla Thai-Son Kwiatkowski | Sebastian Korda Mitchell Krueger | 6-3, 2-6, [10-6]  |  |